# Akinyele
Akinyele, né Akinyele Adams le 14 septembre 1970 dans le Queens à New York, est un rappeur américain. Actif dans les années 1990 et 2000, Adams est mieux connu pour son titre aux paroles explicites Put it in Your Mouth publié en 1996.

## Biographie
Adams se lance dans le hip-hop au début des années 1990, inspiré par les paroles obscènes du groupe 2 Live Crew, et de son propre penchant pour le sexe. Il participe à la tournée Live at the Barbeque de Main Source aux côtés de Nas, Joe Fatal, et Large Professor en 1991. Il signe au label Interscope Records et publie son premier album, Vagina Diner en 1993,, presque entièrement produit par Large Professor, et atteint la 83e place des R&B Albums. Son single Bomb atteint le Top 50 l'année suivante en 1994. Par la suite, il signe avec Zoo Records, et publie en 1996 son single à succès Put It in Your Mouth issu de l'EP homonyme. Trois ans plus tard, il publie son deuxième album,  Aktapuss: The Soundtrack, le 26 octobre 1999, classé 33e des Billboard Heatseekers. 
Le 10 juillet 2001, Adams publie son troisième album, Anakonda. En 2004, il publie la compilation Music Killz: Unreleased Classics '90-'94. En 2012, Akinyele ouvre une boîtie de striptease à las Vegas, dans le Nevada.

## Discographie

### Albums studio
- 1993 : Vagina Diner
- 1999 : Aktapuss
- 2001 : Anakonda

### EP
- 1996 : Put it in Your Mouth

### Compilation
- 2004 : Live at the Barbecue: Unreleased Hits